# Агнець (геральдика)
Агнець (лат. agnus) — природна негеральдична гербова фігура.
Агнець, біблійна та християнська жертовна тварина, одне з алегоричних зображень Христа, символ чистоти, чистої та непорочної жертви — «ягня боже». У християнській символіці, особливо в католицькій – символ християнства, тому агнець – емблема невинності, непорочності, лагідності та доброти. За наявності супутніх атрибутів зображення ягня можуть мати різні значення: "агнець з хрестом" (страждання, смерть), "агнець з корогвою, що йде вправо" (перемога), "агнець на книзі" (Євангеліє).

## Історія
"Великодній агнець" є древнім християнським символом невинності ("агнець Божий"), який зберігся протягом усього середньовіччя, в тому числі і в геральдиці, особливо міський, незважаючи на те, що в 680 році Константинопольський собор ухвалив замінити це первісне зображення Христа (Ecce Agnus Dei gui tollit peccata mundi — «Це агнець Божий, що зняв гріхи світу») зображеннями з розп'яттям.
Збереглися фрески XII століття у Віці та фрагмент розпису XIII століття у соборі Ле-Пюї у Франції.
Найбільша кількість міських гербів з агнцями є в Європі : Бріксен і Бріксенське єпископство, Велзен, Руан, Ош та інші. Зображення Агнця є в гербі Пуерто-Ріко.

## Блазонування
Геральдичний агнець зазвичай срібний із золотим німбом, він несе хоругву з червоним хрестом ("прапор Агнця Божого"), але можливі й інші кольори, а хоругва не обов'язково має форму хреста. Іноді ягня спирається на "книгу семи печаток". Як правило зображення агнця "стояче", з піднятою правою ногою, що тримає корогву, вкрай рідко "лежачи" з корогвою.

## Зображення

Герб Пуерто-Рікто
Герб Каліської губернії
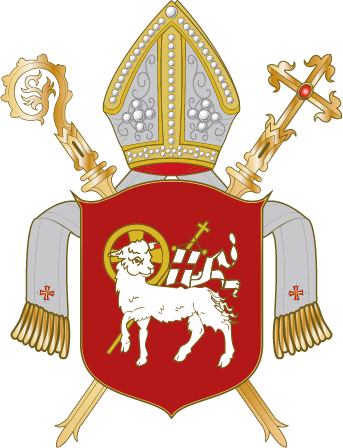
Герб Бріксенського єпископства
Герб Брессаноне
Герб Велзена
Герб Оша
Герб Руана
Герб Грасса
Герб Перта